# Vicky Cristina Barcelona
Vicky Cristina Barcelona è un film del 2008 scritto e diretto da Woody Allen.

## Trama
Due giovani turiste statunitensi, Vicky e Cristina, si trovano a Barcellona per l'estate. Una sera, ad una mostra d'arte, vedono il pittore spagnolo Juan Antonio, che incontrano anche successivamente a cena in un ristorante. Qui l'uomo si fa avanti e propone alle due ragazze di trascorrere con lui un fine settimana a Oviedo, bevendo, mangiando e facendo l'amore. Vicky, con riluttanza e antipatia verso l'artista, rifiuta per l'imminente matrimonio con Doug, mentre Cristina accetta e riesce a convincere l'amica a partire per Oviedo. Una volta lì, dopo una giornata in giro per il luogo a degustare i prodotti tipici e ad ammirare i punti chiave della città, Juan Antonio, fattasi sera, propone alle ragazze di raggiungerlo in camera, dopo aver bevuto assieme alle due una considerevole quantità di vino. Vicky rifiuta, mentre Cristina accetta. Subito dopo il primo bacio, Cristina si sente male, forse a causa di un'intossicazione alimentare, ed è costretta a mettersi a letto.
La mattina dopo, mentre Cristina è a letto per riprendere forza, il pittore e Vicky escono e, dopo una giornata di conoscenza e di dialogo, si lasciano travolgere dalla passione durante la notte. Per Juan Antonio la storia con Vicky è necessariamente senza futuro, a causa del suo imminente matrimonio, e anche per Vicky l'avventura non può avere seguito, ma le rimangono in animo il rimorso e la curiosità. Intanto Juan Antonio conosce Cristina, della quale si innamora dopo un periodo di frequentazione a seguito del quale lei si trasferisce a casa sua. L'arrivo di María Elena, l'ex moglie di Juan Antonio, modifica il rapporto tra i due: la donna è psicologicamente instabile e mentalmente disturbata, ed è costretta ad alloggiare da loro poiché ha tentato di suicidarsi. Juan Antonio preferisce tenerla sott'occhio, avendola comunque a cuore, nonostante il divorzio. María Elena è pure un'artista e accusa Juan Antonio di aver "rubato" il suo stile.
Il rapporto tra i due ex coniugi già da prima del divorzio era complicato e difficile, turbolento e burrascoso, ma la presenza della terza persona, Cristina, riesce a riunirli perfettamente e a creare un equilibrio artistico-erotico, coinvolgendo anche Cristina in un mènage à trois. Un giorno Cristina dice ai due amanti che deve lasciare questa storia ed intraprendere un'esperienza ordinata, a causa della sua paura per il futuro. Questo cambiamento del circolo vizioso porta María Elena a nuovi contrasti con l'ex marito che la spingono ad andare via di casa. Vicky, dopo essersi finalmente sposata, incontra Juan Antonio ad una festa (in realtà la sua amica Judy aveva creato l'evento appositamente per far incontrare i due, perché riteneva che Vicky fosse infelice con suo marito e sentisse la mancanza del pittore). Juan Antonio invita Vicky a casa sua e lei, nonostante sapesse già cosa le aspettasse, accetta, senza farlo sapere al marito Doug.
Arrivata a casa i due iniziano a baciarsi, ma per l'ennesima volta María Elena ricompare e, indispettita dalla ragazza, inizia a sparare in aria con una pistola. Juan Antonio si arrabbia molto con María Elena e, dopo una litigata furiosa fra i due, dalla pistola parte un colpo che colpisce la mano di Vicky. Nonostante la ferita non sia grave, la ragazza si arrabbia, affermando la pazzia dei due e se ne va. Vicky ritorna dal marito, trovando una scusa per la mano insanguinata: accusa il suo insegnante di spagnolo che, essendo un folle collezionista di pistole, ha per sbaglio sparato sulla sua mano. Cristina, "insoddisfatta cronica", riprende la ricerca dell'amore impossibile che credeva di aver trovato per un breve periodo con Juan Antonio e María Elena, consapevole che forse non troverà mai una condizione definitiva che soddisfi la sua natura sfuggente.

## Produzione
Il film, scritto dallo stesso Allen, è prodotto dalla Gravier e dalla Mediapro, in collaborazione con l'emittente spagnola Antena 3, ed è il quarto film consecutivo girato da Allen al di fuori degli Stati Uniti, per la prima volta in Spagna, principalmente a Barcellona, dopo le tre pellicole girate a Londra.
Il titolo ufficiale è stato annunciato dall'Hollywood Reporter il 19 ottobre 2007, ed è il risultato della composizione dei nomi delle due turiste statunitensi, Vicky e Cristina, e di quello della città d'ambientazione, Barcellona.
Nella pellicola appare, in un breve cameo, Joan Pera, storico doppiatore spagnolo di Woody Allen, che nella versione italiana è stato doppiato da Oreste Lionello.

## Distribuzione
Presentato fuori concorso al 61º Festival di Cannes, Vicky Cristina Barcelona è uscito il 15 agosto 2008 negli Stati Uniti d'America e il 17 ottobre dello stesso anno in Italia.

## Accoglienza
Vicky Cristina Barcelona è uno dei film più proficui di Woody Allen. Infatti, in 189 giorni di programmazione in oltre 700 sale cinematografiche statunitensi ha ottenuto un incasso di 23 216 709 dollari, superando così il budget di 15-17 milioni; nel resto del mondo ha incassato 73 192 591$, portando il film ad un incasso complessivo di 96 409 300$.
In Italia il film ha incassato 8 124 300$.

## Riconoscimenti
- 2009 - Premio Oscar
  - Miglior attrice non protagonista a Penélope Cruz
- 2009 - Golden Globe
  - Miglior film commedia o musicale
  - Nomination Miglior attore in un film commedia o musicale a Javier Bardem
  - Nomination Migliore attrice in un film commedia o musicale a Rebecca Hall
  - Nomination Migliore attrice non protagonista a Penélope Cruz
- 2009 - Premio BAFTA
  - Migliore attrice non protagonista a Penélope Cruz
- 2009 - Screen Actors Guild Award
  - Nomination Miglior attrice non protagonista a Penélope Cruz
- 2008 - Chicago Film Critics Association Award
  - Nomination Migliore attrice non protagonista a Penélope Cruz
- 2009 - Premio Goya
  - Migliore attrice non protagonista a Penélope Cruz
- 2009 - Independent Spirit Awards
  - Miglior attrice non protagonista a Penélope Cruz
  - Miglior sceneggiatura a Woody Allen
  - Nomination Miglior attore protagonista a Javier Bardem
- 2009 - Nastro d'argento
  - Nomination Regista del miglior film straniero a Woody Allen
- 2009 - Kansas City Film Critics Circle Awards
  - Miglior attrice non protagonista a Penélope Cruz
- 2008 - National Board of Review Awards
  - Migliori film indipendenti
  - Miglior attrice non protagonista a Penélope Cruz
- 2008 - Satellite Award
  - Nomination Miglior film commedia o musicale
- 2008 - Boston Society of Film Critics Award
  - Miglior attrice non protagonista a Penélope Cruz
- 2008 - Critics' Choice Movie Award
  - Nomination Miglior film commedia
  - Nomination Migliore attrice non protagonista a Penélope Cruz
- 2009 - Premio Robert
  - Nomination Miglior film statunitense a Woody Allen
- 2009 - GLAAD Media Awards
  - Nomination Miglior film della grande distribuzione
- 2009 - ALMA Award
  - Miglior attrice protagonista a Penélope Cruz
  - Nomination Miglior attore protagonista a Javier Bardem
- 2009 - Eddie Award
  - Nomination Miglior montaggio in un film commedia o musicale a Alisa Lepselter
- 2009 - Premio Bodil
  - Nomination Miglior film statunitense a Woody Allen
- 2009 - Fotogramma d'argento
  - Nomination Miglior attrice non protagonista a Penélope Cruz
- 2008 - Gotham Awards
  - Miglior cast a Scarlett Johansson, Rebecca Hall, Javier Bardem e Penélope Cruz
  - Nomination Miglior rivelazione a Rebecca Hall
- 2009 - London Critics Circle Film Awards
  - Nomination Attrice dell'anno a Penélope Cruz
  - Nomination Attrice britannica dell'anno a Rebecca Hall
- 2008 - Los Angeles Film Critics Association Awards
  - Miglior attrice non protagonista a Penélope Cruz
- 2008 - New York Film Critics Circle Awards
  - Miglior attrice non protagonista a Penélope Cruz
- 2008 - Festival internazionale del cinema di San Sebastián
  - Sebastiane Award a Woody Allen
- 2008 - Southeastern Film Critics Association Awards
  - Miglior attrice non protagonista a Penélope Cruz
- 2009 - WGA Award
  - Nomination Miglior sceneggiatura originale a Woody Allen
- 2008 - Black Reel Awards
  - Nomination Miglior attrice non protagonista a Penélope Cruz
- 2009 - Chlotrudis Awards
  - Nomination Miglior attrice non protagonista a Penélope Cruz
- 2009 - Cinema Brazil Grand Prize
  - Premio del pubblico al miglior film straniero
  - Miglior film straniero
- 2009 - Cinema Writers Circle Awards
  - Nomination Miglior attrice non protagonista a Penélope Cruz
- 2008 - Dallas-Fort Worth Film Critics Association Awards
  - Nomination Miglior attrice non protagonista a Penélope Cruz
- 2009 - Premio Gaudí
  - Miglior film non in lingua catalana
  - Miglior attrice non protagonista a Penélope Cruz
  - Miglior colonna sonora originale a Jens Neumaier, Giulia Tellarini e Xavier Tort
  - Nomination Miglior attore protagonista a Javier Bardem
  - Nomination Miglior fotografia a Javier Aguirresarobe
  - Nomination Miglior sonoro a Shaun Mills
- 2009 - Golden Eagle Awards
  - Nomination Miglior film straniero a Woody Allen
- 2009 - International Cinephile Society Awards
  - Nomination Miglior attrice non protagonista a Penélope Cruz
- 2009 - Iowa Film Critics Awards
  - Miglior attrice non protagonista a Penélope Cruz
- 2009 - National Society of Film Critics Awards
  - Nomination Miglior attrice non protagonista a Penélope Cruz
- 2008 - New York Film Critics Online Awards
  - Miglior attrice protagonista a Penélope Cruz
- 2009 - Online Film Critics Society Awards
  - Nomination Miglior attrice non protagonista a Penélope Cruz
- 2009 - Russian Guild of Film Critics
  - Nomination Elefante bianco al miglior film straniero a Woody Allen
- 2009 - Sant Jordi Awards
  - Miglior film a Woody Allen
- 2009 - Santa Barbara International Film Festival
  - Miglior attrice non protagonista a Penélope Cruz
- 2009 - Spanish Actors Union
  - Nomination Miglior attrice non protagonista a Penélope Cruz
- 2009 - Toronto Film Critics Association Awards
  - Nomination Miglior attrice non protagonista a Penélope Cruz